# 院近臣
院近臣（いんのきんしん、院の近臣）とは、院政を行う治天の君の側近及びその集団の事を指す。摂関期には諸大夫と呼ばれる下級貴族だったが、院政期に乳母の縁故や荘園寄進・財力奉仕などを通して急速に台頭する。院に従属・密着した存在であり、院の権勢を背景に摂関家や有力寺社と対立した。その大半は大国の受領だったが、一部に有能な実務官僚も含まれる。院近臣間の権力闘争は平治の乱の一因となり、院権力の不安定な後白河院政期には、たびたび解官・追放の対象となった。

## 概要
応徳3年（1086年）、白河上皇は堀河天皇に譲位して院政を開始するが、対抗する勢力として異母弟・輔仁親王や摂関家などの伝統的貴族勢力が存在し、田堵農民層を神人・寄人に組織して巨大化した寺社勢力の圧力も熾烈だった。院領・直属武力もほとんどなかったため、当初は専制的権力を行使することはできなかった。白河の初期の側近として知られる大江匡房・藤原通俊（小野宮流）・源経信（宇多源氏）・藤原実政（日野家）・源俊明（醍醐源氏）は、摂関期以来の上流貴族・学者であり厳密な意味で院近臣とは言えない。
嘉承2年（1107年）、堀河天皇が崩御してわずか5歳の鳥羽天皇が即位すると、白河は自らの手足である院近臣や親衛隊ともいえる北面武士を受領・太政官・兵衛府・衛門府などの公的機関に強引に送り込み、諸勢力を抑えて国政の主導権を確保していった。源俊明が永久2年（1114年）に薨去すると白河を諫止する者はいなくなり、保安元年（1120年）には関白・藤原忠実が内覧を停止され失脚に追い込まれた。
摂関家出身の慈円は『愚管抄』において、「白河上皇が院政を始めてから後は、政治は上皇の御心のままになり、執政の臣である摂関が廷臣の先頭に立って政治を行う事はなくなった」「世を治める君と摂関が心を一つにして決して対立することがあってはならないのに、別に院近臣という者が現れて院と摂関の間に割り込み、その仲を悪くした」と、摂関の無力化と院近臣の跳梁を嘆いている。
院近臣の家柄の極官は高々大納言とされ、原則としては大臣まで昇進しなかった。
なお、中世後期になると院政はその実態を失い、天皇の譲位自体が行われなくなるが、江戸時代に再び譲位が行われるようになると江戸幕府による制約下で院政も復活する。かつての院近臣にあたる人々は院参衆（いんざんしゅう）と称された。院参衆は新家を中心に選抜され、内裏における禁裏小番と同様、仙洞御所などの院御所に参仕して勤番・宿直などの奉仕を行い、仕えていた上皇とは特別な主従関係の意識でつながっていた。彼らは奉仕と引換に官位昇進において配慮を受けた他、当時取得が困難であった公家町内部での新たな屋敷地（主に仙洞御所の周辺）を与えられるなどの優遇を受けた。

## 受領系
平安中期に律令制が解体すると、中央政府は国司に地方支配の権限を大幅に委譲する。強大な権限を与えられた国司のトップである守（親王任国では介）は受領と呼ばれ、中央官司・貴族・寺社に一定の税額を納入すれば余剰分は全て手に入れることが可能となり、莫大な財を築くようになった。院政期には受領功過定が形骸化して成功（御所・御願寺を造営する見返りに新たな官職を与える）・重任（同じ国の受領に再び任じられる）が一般的となり、院への財力奉仕を繰り返すことで収入の多い国を長期に渡って歴任する受領が現れる。代表的な家系は、末茂流（顕季・長実・家保）、道隆流（師信・基隆・忠隆）、良門流（隆時・清隆）の藤原氏、高階氏（為家・為章）、伊勢平氏（正盛・忠盛）である。
彼らは院の家政機関・院庁の四位別当に名を連ねて経済面で院を支えたが、多くは従三位非参議止まりで議政官には加えられず、政治的な発言力を有することはなかった。白河法皇が崩御すると藤原宗忠は「法皇の御時、初めて出来の事」として、「受領功、万石、万疋進上の事」（受領功として米一万石、絹一万疋もの莫大な財を進上する）、「十余歳の人、受領と成す事」（幼少の受領の出現）、「三十余国定任の事」（30ヶ国以上が院分国となり、院近臣が任じられる）、「我が身より始めて子三、四人に至り、同時に受領と成す事」（一家で父子兄弟が並んで受領となる）、「神社・仏寺・封家・納官、諸国の吏全く弁済せざる事」（受領が神社・仏寺・諸家に納める封物、中央官司に納める官物を全く弁済しない）を列挙し、院近臣受領の行状を非難している（『中右記』）。

## 実務官僚系
国政の要である太政官に院の意向を反映させるには実務官僚の存在が不可欠であり、院近臣の中には少数ではあるが蔵人・弁官を歴任して院の政務を補佐する者も含まれる。その代表が勧修寺流藤原氏の藤原為房である。勧修寺流も天皇の乳母を輩出している家系であるが、為房は後三条天皇に実務能力を評価され、大江匡房・藤原伊房と並んで「三房」と称された。白河天皇にも重用され、応徳3年（1086年）には五位蔵人・権左少弁・左衛門権佐の三事兼帯となる。その後、蔵人頭・内蔵頭などの要職を歴任して四位のまま参議となり、議政官に加えられた。
為房は摂関家の藤原師実・師通父子にも家司として仕えていたが、子の顕隆や孫の顕頼の代になると、慈円が「顕隆・顕頼のような身分低い者が現れ、摂関はこの連中に圧迫されて恐れはばかる有様だった」と語るように、院の政治顧問としての立場が顕著になる。為房の子である為隆・顕隆・朝隆・親隆は公卿に昇り、子孫の多くは蔵人と弁官を兼ねる職事弁官となった。
勧修寺流は、学者の系統である日野家や「日記の家」と呼ばれた高棟流平氏と並んで、実務官僚貴族の地位を確立することになる。

## 著名な院近臣たち
- 白河院政前期（堀河天皇在位期、1086年 ～ 1107年）
  - 源経信（1016-1097）
  - 藤原実政（1019-1093） - 後三条・白河両天皇の侍読
  - 藤原師信（1041-1094） - 院別当として「万事を執行し」ていたとされる
  - 大江匡房（1041-1111）
  - 源俊明（1044-1114） - 白河天皇の乳母子（源定良の娘）の夫
  - 藤原通俊（1047-1099） - 白河天皇典侍藤原経子の兄弟
  - 藤原為房（1049-1115） - 堀河天皇・鳥羽天皇の乳母藤原光子の兄
  - 藤原顕季（1055-1123） - 白河天皇の乳母藤原親子の子
  - 藤原隆時（?-1106）
  - 高階為章（1059-1104）- 父は後冷泉天皇の乳母子の高階為家だが父子で白河院の近臣でもあった
  - 源国明（1064-1105） - 白河天皇の乳母子（源定良の娘）の子

- 白河院政後期（鳥羽・崇徳天皇在位期、1107年 ～ 1129年）
  - 藤原宗通（1071-1120） - 白河院の寵童
  - 藤原顕隆（1072-1129） - 白河法皇屈指の権臣で「夜の関白」と呼ばれる
  - 藤原基隆（1075-1132）
  - 藤原長実（1075-1133）
  - 藤原経忠（1075-1138） - 鳥羽天皇乳母藤原実子の夫、師信の息子
  - 藤原家保（1080-1136）

- 鳥羽院政期（1129年 ～ 1156年）
  - 藤原清隆（1091-1162）
  - 藤原顕頼（1094-1148）
  - 藤原忠能（1095-1159）
  - 藤原忠隆（1105-1150）
  - 信西（1106 - 1160） - 後白河天皇の乳父
  - 藤原家成（1107-1154）

- 後白河院政期（1158年 ～ 1161年、1165年 ～ 1179年、1181年 ～ 1192年）
  - 源資賢（1113-1188）
  - 藤原俊盛（1120-?）
  - 藤原信隆（1126-1179）
  - 藤原隆季（1127-1185）
  - 藤原光隆（1127-1201）
  - 高階泰経（1130-1201）
  - 藤原範季（1130-1205）
  - 藤原信頼（1133-1160）
  - 源通家（1133-1167）
  - 源資時（?-?）
  - 藤原成範（1135-1187）
  - 藤原朝方（1135-1201）
  - 藤原成親（1138-1177）
  - 西光（?-1177）
  - 俊寛（1143-1179）
  - 平業房（?-1179）
  - 平親宗（1144-1199）
  - 平康頼（1146?-1220）
  - 平知康（?-?）
  - 藤原定能（1148-1209）
  - 藤原隆房（1148-1209）
  - 藤原実教（1151-1227）
  - 藤原季能（1153-1211）
  - 平業忠（1160-1212）